# Eidmannella
Genre
Eidmannella est un genre d'araignées aranéomorphes de la famille des Nesticidae.

## Distribution
Les espèces de ce genre se rencontrent en Amérique du Nord sauf Eidmannella pallida qui est cosmopolite.

## Liste des espèces
Selon World Spider Catalog (version 16.0, 21/03/2015) :
- Eidmannella bullata Gertsch, 1984
- Eidmannella delicata Gertsch, 1984
- Eidmannella nasuta Gertsch, 1984
- Eidmannella pachona Gertsch, 1984
- Eidmannella pallida (Emerton, 1875)
- Eidmannella reclusa Gertsch, 1984
- Eidmannella rostrata Gertsch, 1984
- Eidmannella tuckeri Cokendolpher & Reddell, 2001

## Publication originale
- Roewer, 1935 : Zwei myrmecophile Spinnen-Arten Brasiliens. Veröffentlichungen aus dem Deutschen Kolonial- und Uebersee-Museum in Bremen, vol. 1, p. 193-197.